# Marvin Sánchez
Marvin Saúl Sánchez Vallecillo (Puerto Cortés, 2 novembre 1986) è un calciatore honduregno, attaccante dell'Atlético Choloma.

## Carriera

### Club
Inizia la sua carriera calcistica nel Platense. Attualmente milita nell'Atlético Choloma.

### Nazionale
Il 22 maggio 2008 esordisce con la nazionale honduregna, contro il Belize.
Nello stesso anno gioca le Olimpiadi di Pechino, dove scende in campo due volte.